# Ardisia obovata
Ardisia obovata Desv. – gatunek roślin z rodziny pierwiosnkowatych (Primulaceae). Występuje naturalnie na Bahamach, Turks i Caicos, w Haiti, na Dominikanie, Portoryko oraz Małych Antylach. 

## Morfologia
PokrójZimozielone drzewo lub krzew. Dorastający do 2–7 m wysokości.
LiścieBlaszka liściowa ma eliptyczny lub odwrotnie jajowaty kształt. Mierzy 7–15 cm długości oraz 1,5–5 cm szerokości, jest całobrzega, ma nasadę zbiegającą po ogonku i tępy wierzchołek. Ogonek liściowy jest nagi i ma 6–10 mm długości.
KwiatyZebrane wiechach wyrastających na szczytach pędów. Mają działki kielicha o owalnie podługowatym kształcie i dorastające do 1–2 mm długości. Płatki są eliptyczne i mają białą barwę oraz 4–5 mm długości.
OwocPestkowce mierzące 5-8 mm średnicy, o kulistym kształcie.

## Biologia i ekologia
Rośnie w lasach, na wysokości do 250 m n.p.m.